# Дві Фріди
«Дві Фріди» (ісп. Las dos Fridas) — картина олією на полотні мексиканської художниці Фріди Кало, написана в 1939 році. Ця картина стала першою великомасштабною роботою художниці й визнається однією з її найзначніших картин. Нині «Дві Фріди» зберігаються у Музеї сучасного мистецтва в Мехіко.

## Історія
Кало написала «Дві Фріди» в 1939 році, в тому ж році вона розлучилася зі своїм чоловіком, художником Дієго Ріверою, хоча вони знову одружилися через рік. За словами друга Кало, Фернандо Гамбоа, «Дві Фріди» були натхненні двома картинами, які мисткиня бачила того ж року в Луврі: «Дві сестри» Теодора Шассеріо та «Габріель д'Естре із сестрою» невідомого автора школи Фонтенбло.

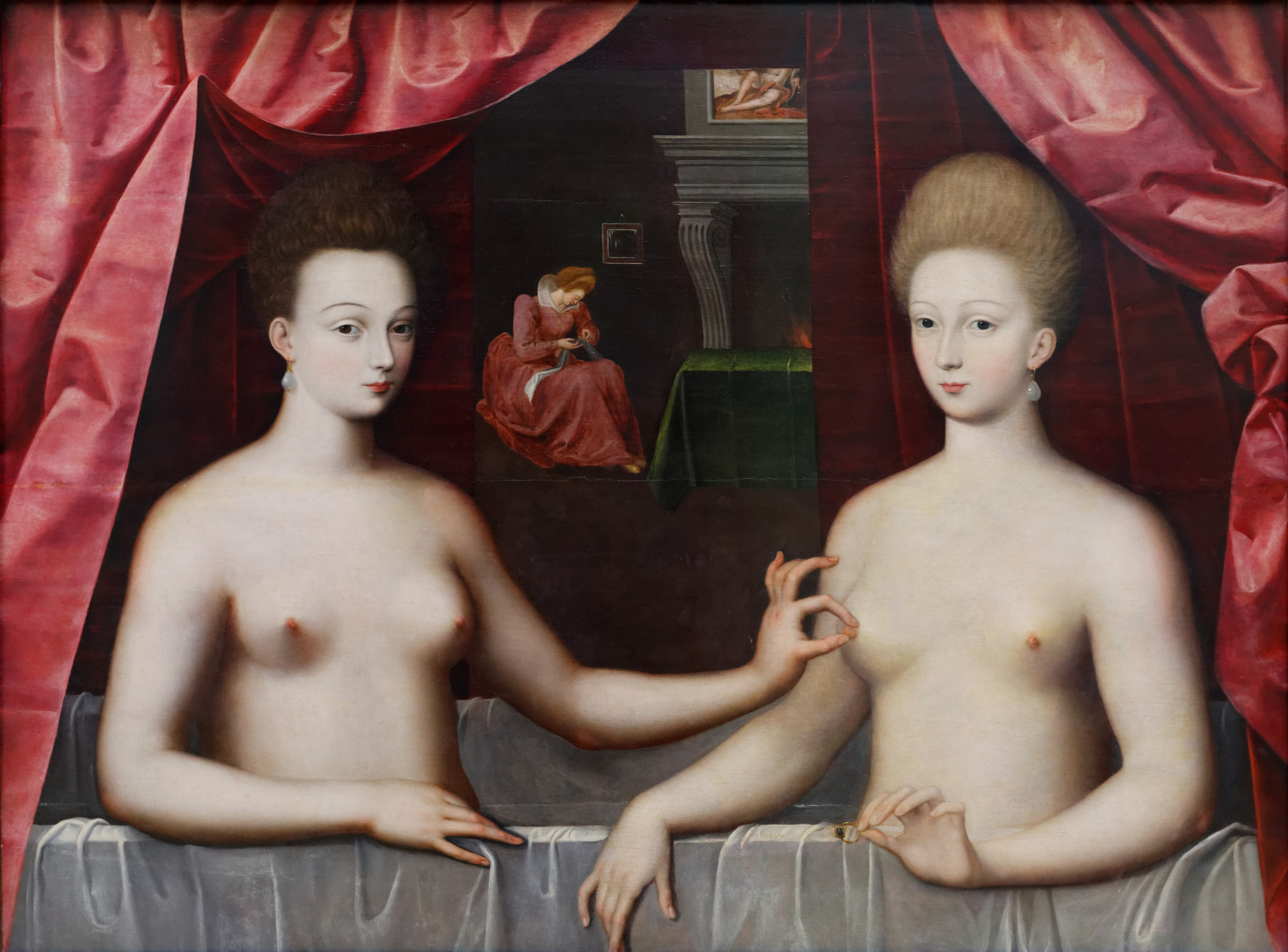
Невідомий автор «Габріель д’Естре із сестрою» (бл. 1594)
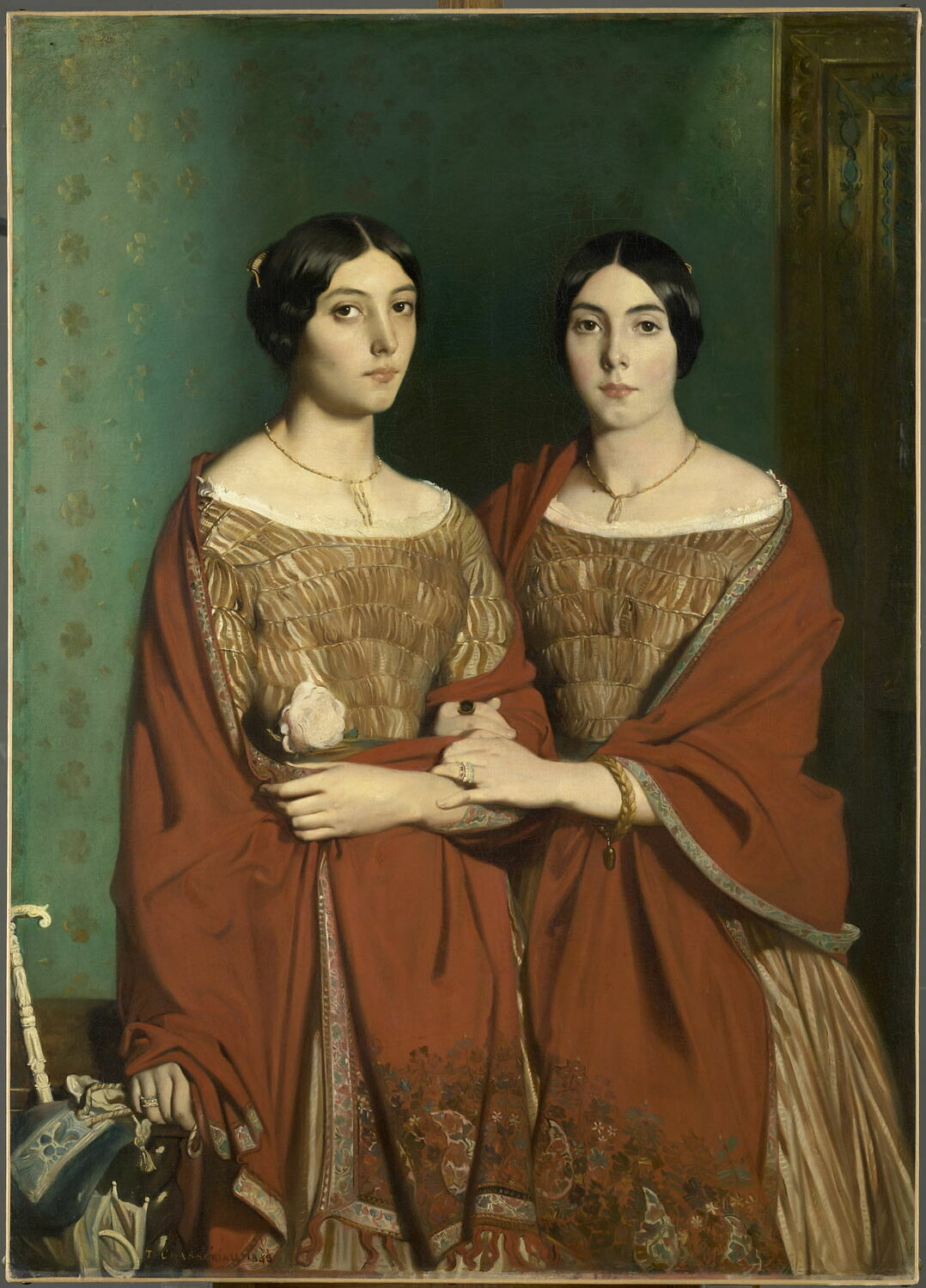
Теодор Шассеріо «Дві сестри» (1846)

## Опис та інтерпретації
«Дві Фріди» є подвійним автопортретом, на якому зображені дві версії Кало, які сидять поруч. Одна з них одягнена у білу вікторіанську сукню європейського стилю, а інша — в традиційну сукню «техуана».
Обидві Фріди тримають щось на колінах: «мексиканська» Фріда — котушку, а «європейська» — щипці. Кров ллється на білу сукню «європейської» Фріди з пошкодженої кровоносної судини, перерізаної щипцями. Кровоносна судина також з'єднує обох Фрід, звиваючись навколо їхніх рук і з'єднуючи їхні серця. Це є відсилкою на життя Кало, сповнене постійного болю й хірургічних процедур, а також на ацтекську традицію людських жертвоприношень.
Деякі мистецтвознавці припускали, що ці дві постаті на картині є відбитком подвійного походження Фріди. Її батько, Гільєрмо Кало, був німцем; тоді як мати, Матильда Кальдерон, була метиской. Інша інтерпретація полягає в тому, що Фріда в техуані — та, яку кохав Дієго Рівера, тоді як «європейська» Фріда — та, яку він покинув. За власними ж спогадами Фріди, цей образ є спогадом про уявну подругу дитинства.